# Classe à horaires aménagés en musique, danse, théâtre ou arts plastiques
Pour des articles plus généraux, voir Classe à horaires aménagés et Conservatoire de musique, danse et art dramatique en France.
Pour les articles homonymes, voir CHAM, CHAD et CHAT.
 (août 2025).
Si vous disposez d'ouvrages ou d'articles de référence ou si vous connaissez des sites web de qualité traitant du thème abordé ici, merci de compléter l'article en donnant les références utiles à sa vérifiabilité et en les liant à la section « Notes et références ».
 (août 2025).
Une classe à horaires aménagés en musique (CHAM), danse (CHAD), théâtre (CHAT) ou arts plastiques (CHAAP) est, en France, une classe d'enseignement général du niveau élémentaire ou secondaire (collège) dans laquelle sont regroupés les élèves qui bénéficient d'un emploi du temps adapté qui leur permet de suivre pendant le temps scolaire un enseignement spécialisé en musique, danse, théâtre ou arts plastiques, généralement en conservatoire.
Organisées dans les écoles élémentaires ou les collèges associés aux conservatoires géographiquement proches, ces classes permettent aux élèves d'approfondir leurs connaissances musicales tout en poursuivant leur scolarité normale. Cette organisation entraîne un allègement des horaires de certaines matières, au choix de l'établissement, aucune matière ne pouvant cependant être totalement supprimée.

## Admission
L'admission se fait sur dossier des résultats scolaires antérieurs et acceptation par le conservatoire après évaluation du niveau de l'élève en éducation musicale et en instrument, ou en danse le cas échéant. Elle peut donner lieu à une dérogation géographique.

## Période couverte
Les classes à horaires aménagés artistiques débutent au plus tôt en CE1 et se terminent en classe de troisième[source insuffisante]. Pour les élèves danseurs, le conservatoire peut alors délivrer un diplôme correspondant à l'entrée en troisième cycle (BEC).

## Organisation
Dans la plupart des établissements scolaires :
- pour la classe à horaires aménagés musique, il existe deux dominantes : vocale et instrumentale ;
- les élèves en horaires aménagés danse et ceux en horaires aménagés théâtre sont regroupés dans la « classe de scène ».

Suivant les années et la dominante (vocale ou instrumentale), la pratique musicale hebdomadaire varie de trois à six heures trente. Généralement, deux après-midi par semaine sont dégagées pour se rendre au conservatoire. 
Le programme reste le même que pour les autres classes, mais le rythme sur l'année est plus rapide.

## Poursuite des études
À l'issue du collège, cet enseignement peut se poursuivre dans les lycées où sont organisées des sections à horaires aménagés musique conduisant au baccalauréat sciences et techniques du théâtre, de la musique et de la danse (TMD), ou encore dans des lycées proposant des classes dites « mi-temps » permettant aux lycéens musiciens ou sportifs présentant une pratique importante de poursuivre leurs études dans une filière générale (scientifique ou littéraire) sans pour autant délaisser leurs pratiques musicales ou sportives.